# Martín Zubimendi
Martín Zubimendi (San Sebastian, 2 februari 1999) is een Spaans voetballer die doorgaans als defensieve middenvelder speelt. Hij stroomde in 2019 door vanuit de jeugd van Real Sociedad. In juli 2025 verruilde Zubimendi Real Sociedad voor Arsenal FC. Hij debuteerde in 2021 in het Spaans voetbalelftal.

## Clubcarrière

### Jeugd
Zubimendi stroomde door uit de jeugdopleiding van Real Sociedad. Hij speelde vanaf het seizoen 2016/17 geregeld wedstrijden in het tweede elftal van Real Sociedad, dat uitkwam in de Segunda División B, de derde competitie van Spanje. Hiervoor kwam hij tot vijftig wedstrijden en vier goals.

### Real Sociedad
Voor het eerste elftal van Real Sociedad debuteerde Zubimendi op 28 april 2019 in de Primera División, tegen Getafe. Dat bleef zijn enige wedstrijd in het eerste elftal dat jaar. Coach Imanol Alguacil liet hem in 2019/20 wat vaker spelen, waaronder in de (gewonnen) finale van de Copa del Rey. Zubimendi tekende op 24 juli 2020 een contractverlenging tot 2025 en werd toen definitief bij het eerste van Sociedad gehaald. Vanaf dat moment was hij basisspeler en kwam hij tot minstens veertig wedstrijden per seizoen.
Hij begon in het seizoen 2022/23 in 35 van de 38 speelronden in de basis. Zijn ploeggenoten en hij eindigden de competitie dat jaar op de vierde plaats, het beste resultaat sinds 2012/13 en goed voor plaatsing voor de Champions League. Daarin maakte hij op 20 september 2023 tegen Internazionale zijn debuut. 

### Arsenal
Zubimendi tekende bij Arsenal in de transferperiode 25-26.

## Clubstatistieken

### Beloften
| Seizoen         | Club            | Competitie         | Competitie | Competitie |
| Seizoen         | Club            | Competitie         | Wed.       | Dlp.       |
| --------------- | --------------- | ------------------ | ---------- | ---------- |
| 2016/17         | Real Sociedad B | Segunda División B | 3          | 0          |
| 2017/18         | Real Sociedad B | Segunda División B | 2          | 0          |
| 2018/19         | Real Sociedad B | Segunda División B | 20         | 1          |
| 2019/20         | Real Sociedad B | Segunda División B | 25         | 3          |
| Beloften totaal | Beloften totaal | Beloften totaal    | 50         | 4          |

### Senioren
| Seizoen         | Club            | Competitie       | Competitie | Competitie | Beker | Beker | Internationaal | Internationaal | Totaal | Totaal |
| Seizoen         | Club            | Competitie       | Wed.       | Dlp.       | Wed.  | Dlp.  | Wed.           | Dlp.           | Wed.   | Dlp.   |
| --------------- | --------------- | ---------------- | ---------- | ---------- | ----- | ----- | -------------- | -------------- | ------ | ------ |
| 2018/19         | Real Sociedad   | Primera División | 1          | 0          | 0     | 0     | –              | –              | 1      | 0      |
| 2019/20         | Real Sociedad   | Primera División | 9          | 0          | 1     | 0     | –              | –              | 10     | 0      |
| 2020/21         | Real Sociedad   | Primera División | 31         | 0          | 3     | 0     | 7              | 0              | 41     | 2      |
| 2021/22         | Real Sociedad   | Primera División | 36         | 2          | 4     | 0     | 7              | 1              | 47     | 3      |
| 2022/23         | Real Sociedad   | Primera División | 36         | 1          | 4     | 0     | 4              | 0              | 44     | 1      |
| 2023/24         | Real Sociedad   | Primera División | 31         | 4          | 6     | 0     | 8              | 0              | 45     | 4      |
| Senioren totaal | Senioren totaal | Senioren totaal  | 144        | 7          | 18    | 0     | 26             | 1              | 188    | 8      |

## Interlandcarrière
Zubimendi maakte deel uit van verschillende Spaanse nationale jeugdselecties. Hij nam met Spanje –21 deel aan het EK –21 van 2021 en bereikte met het Spaanse olympische team de finale van de Olympische Zomerspelen 2020. Zubimendi debuteerde op 8 juni 2021 in het Spaans voetbalelftal. Bondscoach Luis de la Fuente gaf hem toen een basisplaats in een met 4–0 gewonnen oefeninterland tegen Litouwen. Twee jaar later werd hij opnieuw bij de selectie gehaald en Zubimendi werd op 7 juni 2024 door De la Fuente opgenomen in de Spaanse selectie voor het EK 2024 in Duitsland. Hij viel tijdens de finale tegen Engeland in de rust in voor de geblesseerde Rodri en zag hoe zijn team met 2-1 won.
| Interlands van Martín Zubimendi voor Spanje | Interlands van Martín Zubimendi voor Spanje | Interlands van Martín Zubimendi voor Spanje | Interlands van Martín Zubimendi voor Spanje | Interlands van Martín Zubimendi voor Spanje | Interlands van Martín Zubimendi voor Spanje |
| №                                           | Datum                                       | Wedstrijd                                   | Uitslag                                     | Competitie                                  | Goals                                       |
| Als speler bij Real Sociedad                | Als speler bij Real Sociedad                | Als speler bij Real Sociedad                | Als speler bij Real Sociedad                | Als speler bij Real Sociedad                | Als speler bij Real Sociedad                |
| ------------------------------------------- | ------------------------------------------- | ------------------------------------------- | ------------------------------------------- | ------------------------------------------- | ------------------------------------------- |
| 1.                                          | 8 juni 2021                                 | Spanje – Litouwen                           | 4 – 0                                       | Vriendschappelijk                           |                                             |
| 2.                                          | 8 september 2023                            | Georgië – Spanje                            | 1 – 7                                       | Kwalificatie EK 2024                        |                                             |
| 3.                                          | 16 november 2023                            | Cyprus – Spanje                             | 1 – 3                                       | Kwalificatie EK 2024                        |                                             |
| 4.                                          | 19 november 2023                            | Spanje – Georgië                            | 3 – 1                                       | Kwalificatie EK 2024                        |                                             |
| 5.                                          | 26 maart 2024                               | Spanje – Colombia                           | 0 – 1                                       | Vriendschappelijk                           |                                             |
| 6.                                          | 5 juni 2024                                 | Spanje – Andorra                            | 2 – 1                                       | Vriendschappelijk                           |                                             |
| 7.                                          | 15 juni 2024                                | Spanje – Kroatië                            | 3 – 0                                       | EK 2024                                     |                                             |
| 8.                                          | 24 juni 2024                                | Albanië – Spanje                            | 0 – 1                                       | EK 2024                                     |                                             |
| 9.                                          | 9 juli 2024                                 | Spanje – Frankrijk                          | 2 – 1                                       | EK 2024                                     |                                             |
| 10.                                         | 14 juli 2024                                | Spanje – Engeland                           | 2 – 1                                       | EK 2024                                     |                                             |

Bijgewerkt op 14 juli 2024.

## Erelijst
| Competitie             |               |               |
| Competitie             | Aantal        | Jaren         |
| Real Sociedad          | Real Sociedad | Real Sociedad |
| ---------------------- | ------------- | ------------- |
| Copa del Rey           | 1×            | 2019/20       |
| Spanje                 |               |               |
| Europees kampioenschap | 1x            | 2024          |